# José Casani
José Casani o Cassani (Madrid, 26 de marzo de 1673-íd., 12 de noviembre de 1750) fue un jesuita astrónomo, matemático, lexicógrafo e ingeniero militar español, biógrafo e historiador de su orden en América y uno de los fundadores de la Real Academia Española.

## Biografía
Fue hijo primogénito del banquero genovés Juan Bautista Cassani y Vivaldo y de Francisca Merodio y Valdés, casados en Madrid (Santiago) el 11 de abril de 1663. Ingresó en la Compañía de Jesús en 1686, cursó Filosofía y Teología en Alcalá de Henares y en el Colegio Imperial de Madrid fue profesor de Matemáticas (1701-1732). Calificador además del Consejo de la Suprema Inquisición, fue además su visitador de librerías (esto es, censor de librerías). Desde 1711 fue un habitual de la tertulia semanal del VIII Marqués de Villena, Juan Manuel Fernández Pacheco, que dio origen dos años después a la Real Academia Española. De talante preilustrado o novator, en sus labores inquisitoriales se mostró como un cerrado defensor de los bolandistas y limpió el martirologio cristiano de falsedades y milagrerías sin probar. También fue un enconado adversario del jansenismo de Bernardo van Espen. Escribió tres volúmenes de Glorias del segundo siglo de la Compañía de Jesús (1734-1736) y una Historia de la provincia de la Compañía de Jesús del nuevo reyno de Granada (1741), así como biografías de los santos jesuitas san Estanislao de Kostka (1725) y san Luis Gonzaga (1726), sintiéndose continuador de la obra de otro jesuita, el padre Juan Eusebio Nieremberg, también gran biógrafo de la Compañía. 
En cuanto a su labor científica, publicó un geocéntrico Tratado de la naturaleza, origen y causas de los cometas (1737, pero compuesto desde 1703), cuya contribución más valiosa es el catálogo crítico de todos los documentados (tras desechar los fenómenos que a su juicio no son cometarios, mantiene que han existido 167 desde 480 a. C. hasta 1737); fija además un método para observarlos; aunque desdeña las supersticiones sobre los mismos, sus teorías son erradas (para él provienen del sol y sus colas son refracciones ópticas), sigue principalmente a Giambattista Riccioli e ignora o no cita los trabajos al respecto de sus trayectorias de Jeremiah Horrocks, Johannes Hevelius, Georg Samuel Dörffel, Edmond Halley, Isaac Newton y entre los españoles Vicente Mut. Con su maestro, amigo y colega Pedro de Ulloa observó el eclipse total de luna del 22 de febrero de 1701, y remitió los resultados a la Academia de Ciencias de Francia, la cual incluyó en sus Memorias un extracto de los mismos. También observó el cometa de 1702 y el eclipse solar del 12 de mayo de 1706, dando también noticia a la citada Academia; después se dedicó a otras cosas hasta que en 1737 observó un cometa. Como ingeniero militar alcanzó mucha fama con Escuela militar de fortificación ofensiva y defensiva, arte de fuegos y escuadronar (1705), inspirado en la Escuela de Palas de José Chafrión, pero también imprimió unas Conclusiones matemáticas de architectura militar y cosmographia (Madrid, 1704). Asimismo fue uno de los colaboradores más activos del Diccionario de Autoridades de la recién nacida Real Academia Española, ocupándose no solo de los términos científicos y de la que escribió además una breve "Historia" que fue añadida a los preliminares; fue además uno de los dos únicos entre sus autores que lo vieron concluido (con treinta y siete años en la institución, fue su decano). Pasó sus últimos días en el Colegio de Alcalá, al que donó gran cantidad de libros y a cuyo engrandecimiento y mejora dedicó las riquezas heredadas a la muerte de su padre, donde todavía se conservan setenta libros con su exlibris.

## Obras
- Conclusiones matemáticas de architectura militar y cosmographia (Madrid, 1704)
- Escuela militar de fortificación ofensiva y defensiva, arte de fuegos y escuadronar, Madrid, González de Reyes, S. A., ¿1705?
- Tratado de la naturaleza, origen, y causas de los cometas, Madrid, M. Fernández, 1737.
- Glorias del segundo siglo de la Compañía de Jesús (1734-1736), 3 vols.
- Historia de la provincia de la Compañia de Jesus del Nuevo Reyno de Granada en la America... (1741)
- "Historia de la Real Academia Española", texto preliminar al Diccionario de Autoridades (1726-1739).
- Biografía de San Estanislao de Kostka (1725)
- Biografía de San Luis Gonzaga (1726)